# یرسینیا کریستنسنی
یرسینیا کریستنسنی گونه‌ای باکتری است. این باکتری از نوع گرم-منفی است و از سویه نوع ۱۰۵ است. به طور بالقوه در موش‌ها مسری است. این باکتری باتریوسین (زهرآبه پروتئینی) ترشح می‌کند که گونه‌های وابسته را مورد هدف قرار می‌دهد.